# IC 874
IC 874 est une galaxie lenticulaire située dans la constellation de l'Hydre à environ 106 millions d'années-lumière de la Voie lactée. Cette galaxie a été découverte par l'astronome américain Frank Müller en 1888.
À ce jour, quatre mesures non basées sur le décalage vers le rouge (redshift) donnent une distance de 30,900 ± 6,323 Mpc (∼101 millions d'al), ce qui est à l'intérieur des distances calculées en employant la valeur du décalage.

## Groupe de NGC 5061
IC 874 est une galaxie brillante dans le domaine des rayons X et elle fait partie du groupe de NGC 5061. Selon un article publié par Sengupta et Balasubramanyam en 2006, le groupe de NGC 5061 compte au moins 10 galaxies qui brillent dans le domaine des rayons X. Les neuf autres galaxies sont  NGC 5061, NGC 5078, ESO 508-39, IC 879, NGC 5101, ESO 508-51, IC 4231, ES0 508-59 et ESI 508-34.
Ce même groupe est aussi mentionné dans un article publié par A.M. Garcia en 1993 et il comprend aussi 10 galaxies, mais ESO 508-59 ne fait pas partie de la lise et la galaxie NGC 5085 y apparaît. Cette dernière ne brille pas dans le domaine des rayons X. En ajoutant cette galaxie à la liste de Sengupta et Balasubramanyam, on obtient un groupe de 11 galaxies.